# Acronychia carrii
Acronychia carrii är en vinruteväxtart som beskrevs av Thomas Gordon Hartley. Acronychia carrii ingår i släktet Acronychia och familjen vinruteväxter. Inga underarter finns listade i Catalogue of Life.